# Badi Batchelor
Badi Batchelor, född Karen-Sofie Kristiansen 1941, är en norsk modeskapare och textilkonstnär från Stokmarknes i Nordland, Norge. Hon blev känd på 70- och 80-talet för sitt kombinerande av  traditionella hemslöjdtekniker och det som var på modet då. Batchelor har skapat och bidragit till flera verk som är utställda på bland annat Textilindustrimuseet och Nasjonalmuseet. Idag lever och verkar hon i Sona i Vestby kommun i Akershus.

## Bakgrund
Batchelor utbildade sig på Statens hantverks- och konstindustriskola.Som modeskapare har hon i synnerhet gjort ett namn för sig genom samarbetet med tekstildesigneren Kristi Skintveit från och med 1967. Batchelor och Skintveit var i denna perioden anslutna till brukskonst organisationen PLUS vävstuga i Gamlebyen i Fredrikstad. Skintveit vann Lunningprisen 1967 för bland annat en kollektion hon skapat i samarbete med Batchelor. I denna perioden bidrog textilkonstnärerna på PLUS till att Fredrikstad stod centralt i den norska modevärlden. 1968 öppnade Batchelor en verkstad och affär i PLUS lokaler tillsammans med Skintveit. Efter en juridisk konflikt om hyreskontraktet, samt andra interna strider i organisationen lämnade de PLUS 1969, och etablerade sig i nya lokaler i Spinnerigården i Sona.
 Här etablerade sig fler brukskonstnärer från bland annat PLUS, och använde byggnaden som arbetslokal och bostad.
Från 1969 till 1990-talet drev Batchelor en stickverkstad i Spinnerigården tillsammans med sin man Michael. Här producerades stickade klänningar, jackor och andra textilvaror. Produktionen blev rikskänd på grund av sin speciella stil, och såldes hos återförsäljare i hela Norge och även utomlands. 1978 fick Batchelor-paret Forntidminneföreningens pris för deras restaurering i Spinnerigården. Efter att äktaparet sålde Spinnerigården, tog de över Woldegården i Sona. Batchelor hade affär i Drøbak fram till 2004, och har sedan flyttat tillbaka sin verksamhet till Sona.